# Ritta Jacobsson
Ritta Jacobsson, pseudonym Helena Nurmi, född 1950 i Tammerfors, där hon också är uppvuxen. Hon är en sverigefinsk författare, och skriver huvudsakligen ungdomsböcker. Hon flyttade till Stockholm efter studentexamen och läste bland annat statskunskap vid universitetet. Sedan 1994 är hon författare på heltid.

## Böcker
Tinaserien
- Med Fia i fjällen 1994
- Vilken våryra! 1994
- Genom eld och vatten 1995
- Äventyret i Visby 1995
- Kära grannar 1995
- Semesterresan 1995
- En tjuv i skolan 1996
- Spela solo 1996
- Florida tur och retur 1997
- Midnatt råder 1997
- I Bödelns hus 1998
- Hämnd på villovägar 1999
- Bättre fly...  1999
- Bästisfejden 2000
- Välkommen till verkligheten 2000

Serien om Jonzon, Jonsson
- Plastfamiljen, 2003
- Alexis bok, 2003
- Teas bok    2003
- Julstök     2003
- Teas hemlighet, 2004
- Lov utan lov, 2004
- Bonuskärlek, 2005
- Alexis val, 2006
- Syskon mot sin vilja, 2011
- Lögner och hemligheter, 2011
- Lov utan lov, 2012
- Bonuskärlek, 2012

Ungdomsdeckare
- Labyrintens hemlighet, 2017 - nominerad till Spårhunden-priset 2017
- En farlig vän, 2015 - nominerad till Spårhunden-priset 2015
- Han kallar sig Esmeralda, 2014
- Eviga glömskans allé, 2013 - vinnare av Spårhunden-priset 2013
- MAX ute i kylan, 2012
- Afrodite och döden, 2006 - vinnare av Spårhunden-priset 2006
- Afrodite och sveket, 2007
- Afrodite och hämnden, 2008
- Afrodite och olyckstrasten, 2009
- Afrodite och skulden, 2010
- Afrodite och ödet, 2011

Vuxendeckare
- Exekutorn 2002 (under pseud. Helena Nurmi - kriminalroman)
- Den som gräver en grop ...,2009
- Crime - The Swedish way: Visiting Hour, 2008

## Priser
- Spårhunden 2006 (för Afrodite och döden)
- Spårhunden 2013 (för Eviga glömskans allé)

(Spårhunden delas ut av Svenska Deckarakademin för berömlig gärning inom barn- och ungdomsgenren)